# Camerano (fromage)
Pour les articles homonymes, voir Camerano (homonymie).
Le camerano, ou queso camerano en espagnol, est un fromage de chèvre espagnol fabriqué dans la province de La Rioja. Il bénéficie d'une appellation d'origine protégée depuis 2009.

## Description
Le camerano se présente sous forme de tommes cylindriques aplaties pesant de 200 g à 1,2 kg. Sa pâte est ferme et compacte, sans trou ni fissure, et de couleur blanche ivoire. La croûte est grise et porte l'empreinte des moules en osier utilisés pour sa fabrication. Le camerano a quatre appellations différentes suivant son affinage :   
- camerano frais : pas affiné,
- camerano jeune : affiné au minimum 15 jours,
- camerano mi-vieux : affiné au minimum 30 jours,
- camerano vieux : affiné au minimum 75 jours.

Il contient au minimum 35 % de matière grasse sur extrait sec.

## Fabrication
Le camerano est produit à partir de lait de chèvres de races serrana, murciana-granadina, malagueña, alpina ou de leurs croisements. Pour que les fromages puissent bénéficier de l'appellation camerano, les troupeaux doivent être élevés dans les communes des districts de Rioja Alta, Sierra Rioja Alta, Sierra Rioja Media et Sierra de Rioja Baja ainsi que dans quelques communes de la Rioja Media.
La fabrication du camerano commence par un caillage à l'aide d'une présure d'origine caprine. Après avoir été découpé, le caillé est ensuite égoutté dans des paniers en osier, sans être pressés. Le fromage peut être consommé frais, directement après l'égouttage, mais il peut aussi être affiné plus ou moins longtemps. Durant l'affinage, les fromages sont retournés et nettoyés régulièrement. Les fromages affinés plus d'un mois peuvent être frottés à l'huile d'olive, pour freiner la croissance des moisissures de la croûte.